# Glass Onion: A Knives Out Mystery
Glass Onion: A Knives Out Mystery (også kendt som Glass Onion) er en amerikansk mysterie- og komediefilm, skrevet og instrueret af Rian Johnson og produceret af Johnson og Ram Bergman. Det er efterfølgeren til den første film Knives Out fra 2019, hvor Daniel Craig gentager sin rolle som mesterdetektiven Benoit Blanc, mens han tager fat på en ny sag, der drejer sig om tech-milliardæren Miles Bron (spillet af Edward Norton) og hans nærmeste venner. Rollebesætningen inkluderer flere filmstjerner som Janelle Monáe, Kate Hudson, Kathryn Hahn, Leslie Odom Jr., Jessica Henwick, Madelyn Cline og Dave Bautista.

## Plot
Den verdenskendte detektiv Benoit Blanc tager til Grækenland for at opklare et mysterium, der udspiller sig omkring en milliardær og hans brogede venneskare.

## Medvirkende
- Daniel Craig – Benoit Blanc, en privatdetektiv
- Edward Norton – Miles Bron, en milliardær og ejer af Alpha, en stor teknologivirksomhed
- Janelle Monáe – Helen og Andi Brand, tvillingesøstre, hvor førstnævnte er skolelærer i Alabama og sidstnævnte er Miles' eks-forretningspartner.
- Kathryn Hahn – Claire Debella, guvernøren i Connecticut, der stiller op til Senatet
- Kate Hudson – Birdie Jay, politisk ukorrekt supermodel, der blev modedesigner fra Manhattan
- Leslie Odom Jr. – Lionel Toussaint, chefforsker for Miles' firma
- Dave Bautista – Duke Cody, en tidligere videospilstreamer og streamer på Twitch og YouTube
- Jessica Henwick – Peg, Birdies assistent
- Madelyn Cline – Whiskey, Dukes kæreste og Twitch-kanalassistent
- Noah Segan – Derol, en slacker, der bor på Miles' ø.
- Jackie Hoffman – Dukes mor
- Dallas Roberts – Devon Debella, Claires mand

Derudover har flere kendte filmstjerner og andre berømtheder en mindre cameo i filmen. Heriblandt Hugh Grant, Ethan Hawke, Natascha Lyonne, Serena Williams, Angela Lansbury, Yo-Yo Ma, Kareem Abdul-Jabbar, Stephen Sondheim og Joseph Gordon-Levitt.